# Tạp dề

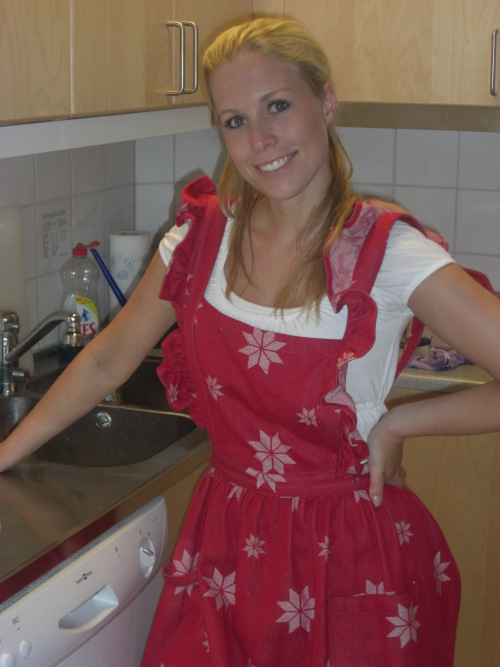
Phụ nữ mặc tạp dề

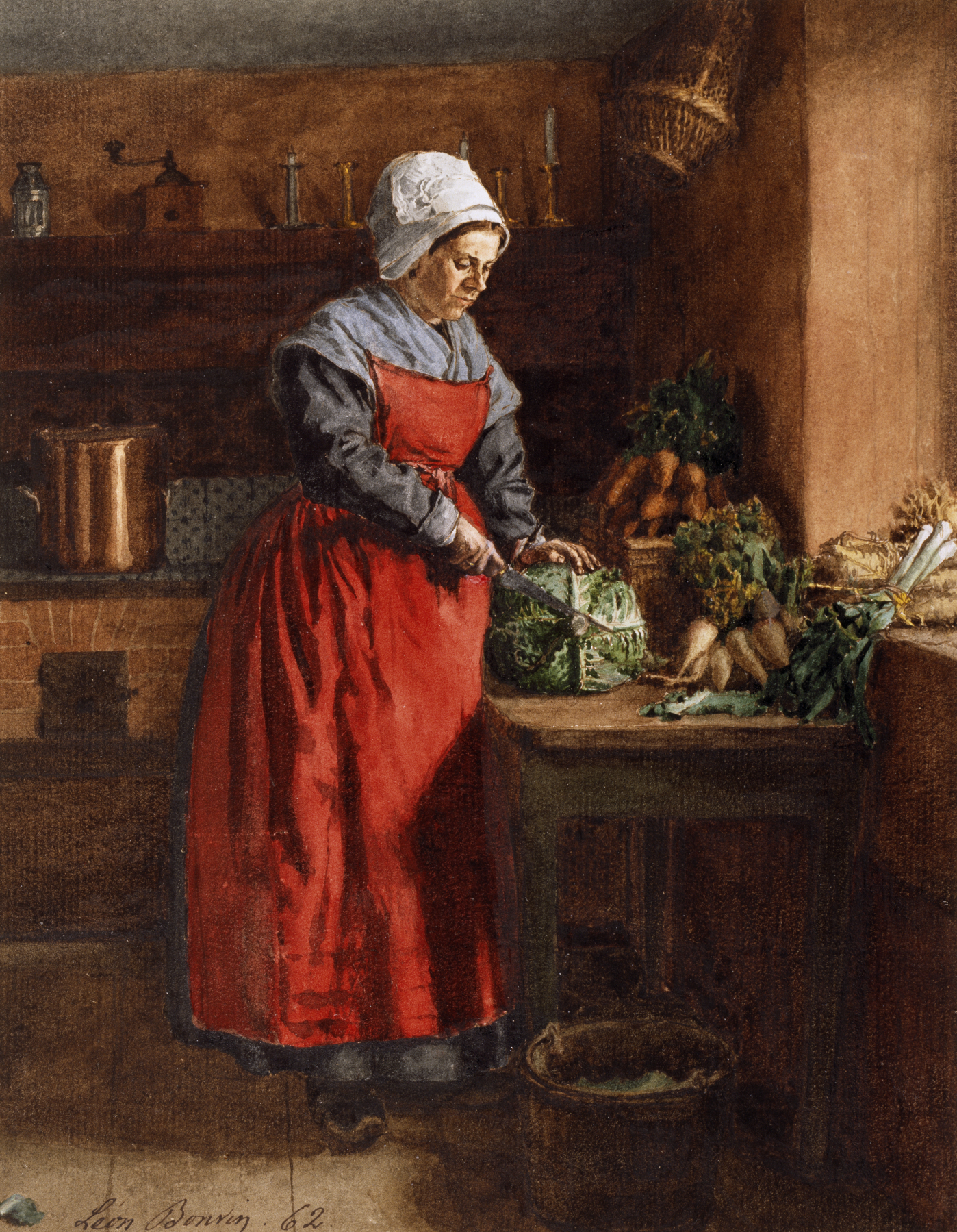
Léon Bonvin - Làm bếp với tạp dề đỏ

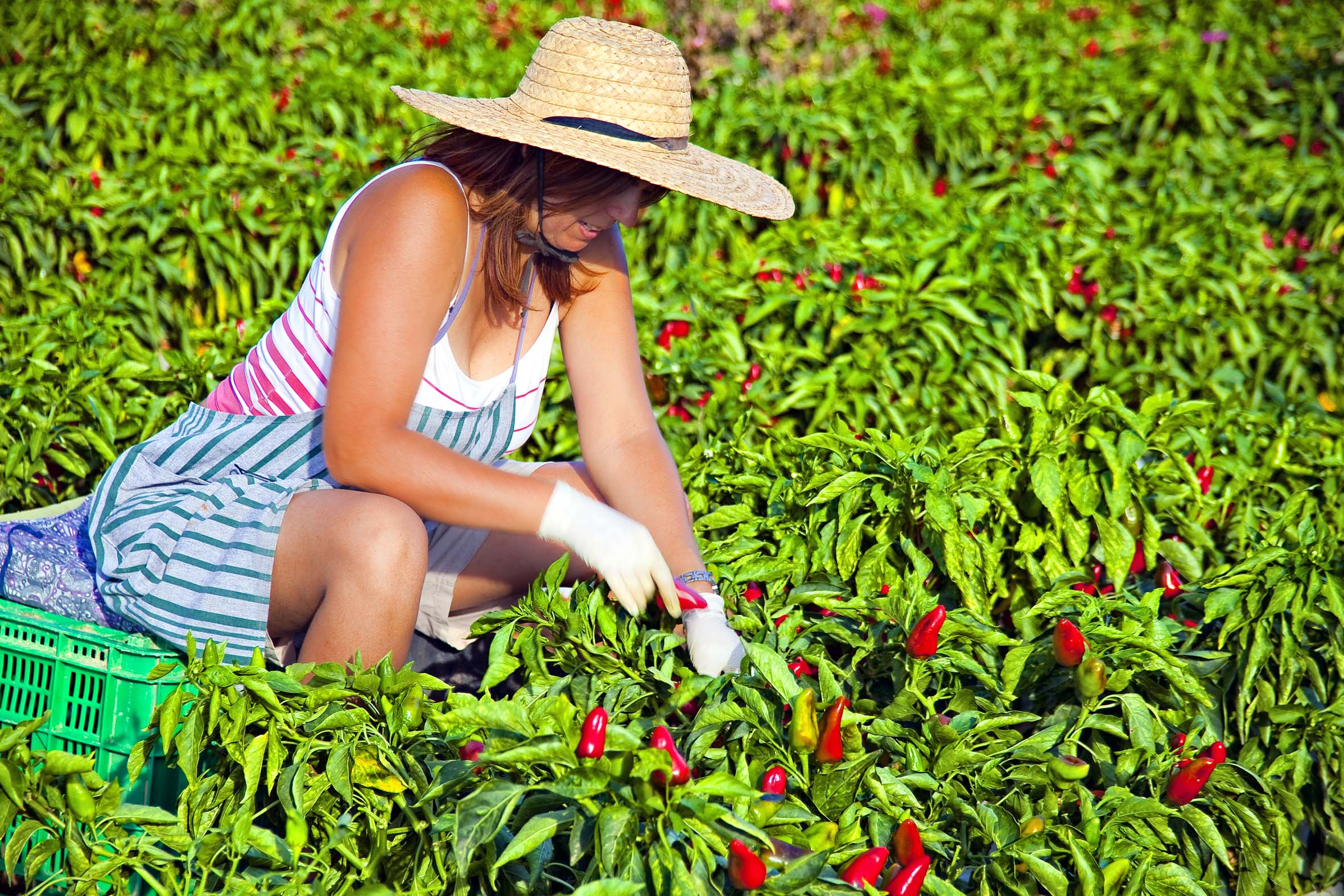
Aó tạp dề cho công nhân vặt ớt

Tạp dề (tiếng Pháp: tablier) là thứ mặc lên người, bao phủ quần áo phía ngực và bụng của cơ thể. Tạp dề có thể có nhiều mục đích khác nhau và ngày nay có lẽ được biết đến nhiều nhất như một phụ kiện chức năng phủ trên trang phục của một người để bảo vệ quần áo và da khỏi những vết bẩn ngẫu nhiên. Tuy nhiên, tạp dề cũng có thể được mặc như một loại hàng may mặc trang trí thuần túy, vì lý do vệ sinh và để tránh nguy hiểm như nhiệt độ quá mức.
Là một lớp vải che phần phía trước của cơ thể, tạp dề cũng được mặc như một bộ đồng phục, trang sức, trang phục nghi lễ hoặc sản phẩm thời trang. Phong cách ăn mặc phù hợp với thị hiếu của thời đại để phù hợp với các giá trị và công việc của văn hoá hiện tại. Phong cách thực tiễn, thời trang tình cảm của tạp dề đã làm cho nó một phụ kiện được chăm chút trong nhiều thế kỷ. Vì tạp dề cung cấp sự thoải mái, bảo vệ người mặc và tạo ý thức sẵn sàng - tạp dề sẽ luôn là một bộ quần áo đi kèm cho những người làm việc, dọn dẹp, giải trí và sáng tạo. Bởi vì tạp dề là đồ mặc ngoài, tạp dề sẽ tiếp tục được sử dụng như một phụ kiện thời trang cả bên trong lẫn bên ngoài nhà.

## Lịch sử
Nó khó có thể xác định chính xác khi tạp dề đầu tiên được tạo ra, nhưng một số nguồn tin cho rằng tạp dề đã được sử dụng bởi nhiều nền văn minh cổ đại, bao gồm cả người Ai Cập mặc chúng trong các nghi lễ và nghi lễ. Các vị thần cổ đại thường được miêu tả đeo tạp dề mà sau đó được các linh mục nhận nuôi và thậm chí còn có trong Kinh thánh.
Bản thân từ này xuất phát từ tiếng Pháp napperon có nghĩa là một chiếc khăn trải bàn nhỏ trang trí, giống như một cái placemat. Trong thời Trung cổ và Phục hưng, tạp dề rất nổi bật, bạn có thể chỉ ra giao dịch của một người: thợ cắt tóc mặc séc, đồ tể mặc sọc xanh, quản gia mặc màu xanh lá cây... Phụ nữ thời đó mặc tạp dề có thể giặt được thêu đẹp mắt để bảo vệ áo choàng đắt tiền của họ.
Vào thế kỷ 19, khi máy may được sử dụng rộng rãi, tạp dề truyền thống đã chứng kiến sự nổi lên trong các phong cách mới liên quan đến yếm, xù lông, ren. Tuy nhiên, khi quần áo của chúng tôi trở nên rẻ hơn và dễ chăm sóc hơn, sự phổ biến của tạp dề bảo vệ đã giảm nhưng chúng tôi lại thấy sự gia tăng.

## Các loại tạp dề

### Tạp dề dạng yếm
Tạp dề yếm, còn được gọi là tạp dề đầu bếp, là loại tạp dề phổ biến nhất. Nó cung cấp bảo hiểm toàn thân bảo vệ thân và kết thúc ở đầu gối, có túi bên hoặc phía trước, và đi kèm với một vòng hoặc dây buộc quanh cổ và thắt lưng. Nó là hoàn hảo cho những người cần chống lại sự cố tràn, bắn, nhiệt, bụi bẩn, vv Tuy nhiên, tạp dề yếm có thể cảm thấy hạn chế vì vậy nếu bạn cần di chuyển xung quanh, một phong cách khác có thể phục vụ bạn tốt hơn.

### Tạp dề eo/ Một nửa tạp dề
Tạp dề eo, còn được gọi là tạp dề máy chủ hoặc tạp dề nửa, rất phổ biến trong ngành công nghiệp khách sạn và ăn uống. Nó thường khá ngắn bao phủ vùng hông và đảm bảo cử động chân dễ dàng. Tạp dề eo đi kèm với túi phía trước để giữ bút, miếng lót và các vật dụng nhỏ khác.

### Tạp dề đeo chéo
Việc xây dựng tạp dề chéo đồng nghĩa với tạp dề pinaFor và tạp dề Nhật Bản. Nó cũng có thể là một trong những người linh hoạt nhất. Bởi vì nó không có dây đai, nó có thể dễ dàng phù hợp với các loại cơ thể khác nhau, nên nó rất dễ trượt và không hạn chế chuyển động. Tạp dề đeo chéo cung cấp bảo hiểm toàn thân, thậm chí nhiều hơn tạp dề yếm